# Calycobolus klaineanus
Calycobolus klaineanus är en vindeväxtart som först beskrevs av Jean Baptiste Louis Pierre och François Pellegrin, och fick sitt nu gällande namn av Hermann Heino Heine. Calycobolus klaineanus ingår i släktet Calycobolus och familjen vindeväxter. Inga underarter finns listade i Catalogue of Life.